# کارکس رواننسیس
کارکس رواننسیس (نام علمی: Carex roanensis) نام یک گونه از سرده جگن است.